# Mysterascidia symmetrica
Mysterascidia symmetrica is een zakpijpensoort uit de familie van de Corellidae. De wetenschappelijke naam van de soort is voor het eerst geldig gepubliceerd in 1984 door Monniot & Monniot.